# Antão Gonçalves
Antão Gonçalves fue un marino y explorador portugués del siglo XV, considerado el primer europeo en traficar con esclavos en el África subsahariana.

## Biografía
Antão Gonçalves era originariamente un ayuda de cámara del infante Enrique el Navegante.
En 1441, al mando de un pequeño navío con una tripulación de veintiún hombres, fue enviado al sur del cabo Bojador, a la región de Río de Oro, con el propósito conseguir pieles y aceite de lobos marinos para el infante Enrique. En el transcurso de este viaje Antão Gonçalves, con nueve de sus compañeros, se internó tres leguas en el interior de la costa africana con la intención de capturar a algún moro para satisfacer el deseo del infante de saber más sobre esas tierras. Capturó a un hombre y a una mujer, nómadas sanhayas.
Otra expedición enviada por el infante, capitaneada por Nuno Tristão, se encuentra con Gonçalves y sus hombres. Tristão, al conocer la iniciativa de Gonçalves, une sus fuerzas a las de Gonçalves y ambos consiguen capturar a otros diez nativos africanos, entre ellos a un jefe local llamado Andahu. Después de esta acción, Nuno Tristão arma caballero a Antão Gonçalves. El lugar en el que le concedió el honor fue llamado «Porto do Cavaleiro» (Puerto del Caballero). Tristão prosiguió su viaje de exploración, mientras de Gonçalves regresa a Portugal.
Al llegar a Portugal, Gonçalves fue recibido con entusiasmo, y los cautivos fueron bien tratados, pero Andahu pidió constantemente que lo devolvieran a su tierra. Enrique el Navegante accedió a su petición y pidió a Gonçalves que lo devolviese a las costas de África.
Antão Gonçalves propuso al infante regresar al lugar donde había capturado a los moros para intercambiarlos por negros, argumentando que a través de esos esclavos no solo se sabría más sobre aquellas tierras, sino que además se les podría convertir al cristianismo. Así, en 1442 tuvo la autorización de Enrique para una nueva expedición. Gonçalves fue acompañado por Martim Fernandes que anteriormente había servido al infante en el rescate de prisioneros portugueses en el Magreb. Habiendo intercambiado a los cautivos por una decena de negros de distintos orígenes, un escudo de cobre, varios huevos de avestruz y un poco de oro en polvo, se informó de que en aquella región existían mercaderes que comerciaban con ese metal precioso.
En 1444, partió de nuevo de Portugal con destino a Río de Oro, limitándose a reconocer mejor la costa y a traer consigo pieles y aceite de lobos marinos, pero pocos cautivos. En esta misión fue acompañado por Gomes Pires, patrono del rey, que iba al servicio del infante Pedro de Portugal, y por Diogo Afonso, de la Casa del infante Enrique. Según João de Barros con ellos viajaba João Fernandes, que fue dejado allí para recoger información sobre los nativos mientras el resto de la expedición volvía a Portugal.
Encargado de buscar noticias sobre la India y el Preste Juan, en 1445 viajó a Río de Oro para establecer relaciones con los moros. Antão Gonçalves comandaba una armada de tres carabelas, donde también participaban Diogo Afonso y Garcia Homem. Regresó para recoger a João Fernandes y dedicarse junto a los otros capitanes al comercio y captura de esclavos para dar viabilidad económica a la empresa. Después de hacer escala en la isla de Madeira, siguieron camino hacia el cabo Blanco, siendo Diogo Afonso el primero en llegar. Allí reunidos, los capitanes decidieron ir a capturar esclavos en la isla de Arguin, donde apresaron a veinticinco nativos. Cuando la escuadra recogió a João Fernandes, este informó de la existencia de un hombre, llamado Aude Meilão, que estaba dispuesto a comerciar con los portugueses, intercambiando nueve negros y un poco de oro en polvo, por un puñado de mercancías de poco valor. El lugar del intercambio fue conocido posteriormente con el nombre de «cabo do Resgate» (cabo del Rescate). De regreso a cabo Blanco, apresaron a más indígenas, sin embargo, constatando que no tenían ni espacio ni provisiones para mantenerlos, fueron liberados, regresando las tres carabelas directamente a Lisboa. Por la acción se le reconoció como comendador de la Orden de Cristo de la villa de Tomar y posteriormente alcalde de dicha villa. También Enrique el Navegante le otorgó un escudo de armas para su apellido.
Después de los cuatro viajes, en 1448 Antão Gonçalves es nombrado por el infante Enrique capitán general y gobernador de la isla de Lanzarote, en las Canarias, territorio que por aquel entonces Portugal se disputaba con Castilla. En 1449 los habitantes de la isla se subleban contra los portugueses, poniéndose a favor de los castellanos, y son expulsados de la isla.
Antão Gonçalves volvió a ocupar la alcaldía de Tomar, cargo que desempeñaría hasta su muerte, hacia 1501. Persona de confianza de la familia real portuguesa, en 1460, a la muerte de Enrique el Navegante, se hizo cargo del infante Fernando. Así mismo, figura en documentos de 1486 y 1498 como contador de la Casa Real.